# Anould
Anould je francouzská obec v departementu Vosges, v regionu Grand Est.

## Geografie
Obcí protéká řeka Meurthe.

## Historie
První zmínka o obci pochází z roku 1225. Během druhé světové války bylo velmi poničeno Němci, obdrželo vyznamenání Croix de guerre 1939-1945.

## Památky
- kostel sv. Antonína z 19. století

## Vývoj počtu obyvatel
Počet obyvatel

## Partnerská města
- Schöneck